# Jurassic Park (romance)
Jurassic Park (No Brasil, O Parque dos Dinossauros e em Portugal Parque Jurássico) é um livro de ficção científica escrito por Michael Crichton e publicado em 20 de novembro de 1990. A trama usa a teoria do caos e suas implicações filosóficas para explicar o colapso de um parque de diversões povoado por dinossauros, recriados através de engenharia genética.
Em 1993, Steven Spielberg adaptou o livro para o cinema (Jurassic Park), obtendo com este filme, na época, a maior bilheteria da história do cinema. O filme, venceu três Oscars, 19 outros prêmios e 15 indicações. A sequência do livro (Mundo Perdido), lançada em 1995, também foi adaptada para o cinema por Spielberg em O Mundo Perdido: Jurassic Park. Um terceiro filme, dirigido por Joe Johnston, atraiu vários elementos, temas e cenas de ambos os livros, que não foram utilizadas nos filmes anteriores.

## Enredo
A narrativa começa com uma série de incidentes que envolvem ataques à pessoas, feitos por animais estranhos na Costa Rica e na Isla Nublar, o palco principal da história. Um paleontólogo, Dr. Alan Grant, e sua aluna paleobotânica recém-graduada, Dra. Ellie Sattler, são abruptamente levados pelo bilionário John Hammond (fundador da InGen) para uma visita de fim de semana a uma "reserva biológica", criada em uma ilha, 120 milhas a oeste do litoral da Costa Rica.
Recentes acontecimentos, têm assustado os grandes investidores de Hammond, e assim, para acalmá-los, ele pretende usar Grant e Sattler para atuarem como testemunhas da segurança da ilha.
Estão em contraponto a um matemático bem conhecido e teórico do caos, Ian Malcolm, e a um advogado que representa os investidores, Donald Gennaro. Ambos são pessimistas, mas Malcolm, tendo sido consultado antes da criação do parque, é enfático em sua previsão de que o parque vai entrar em colapso, pois é uma estrutura simplesmente insustentável, forçada em cima de um sistema complexo.

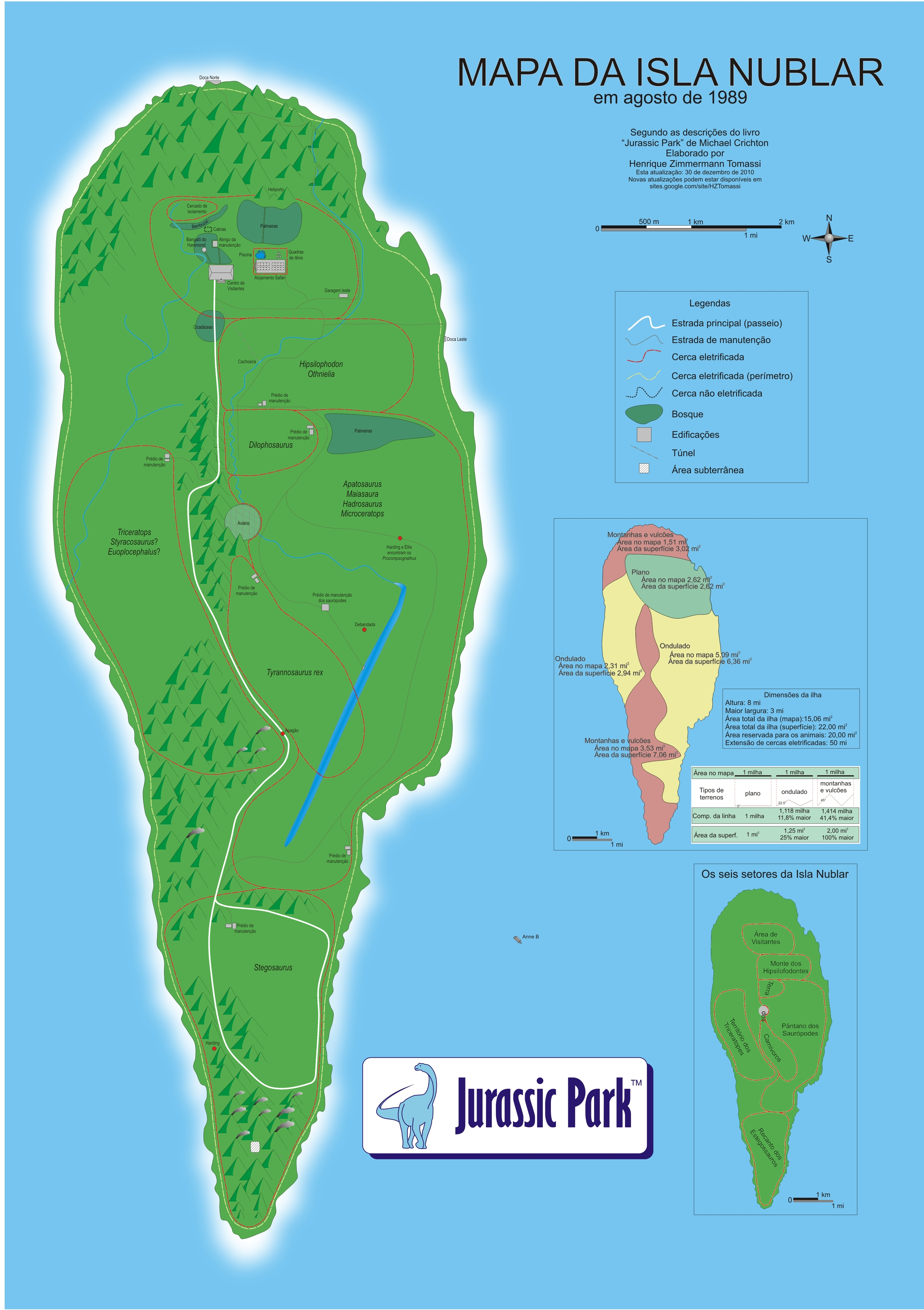
Mapa da Isla Nublar, criado por fã, baseado nas descrições do livro.

Após a chegada deles ao parque, lhes é revelado as grandes atrações do parque: Dinossauros. Estes, foram recriados usando seus DNAs recuperados (encontrados em mosquitos que sugaram seu sangue e foram, então, presos na seiva de árvores e preservados em âmbar).
As lacunas no código genético foram preenchidas com DNA de répteis, aves ou anfíbios.
Para controlar a população, todos os espécimes na ilha são criados como fêmeas, tendo deficiência de lisina. Hammond, orgulhosamente, apresenta os avanços da InGen em engenharia genética e os mostra à seus convidados através de um vasto sistema automatizado da ilha.
Contrariando as previsões sombrias de Malcolm com energia juvenil, Hammond trás à ilha os seus netos, Tim e Alexis Murphy.
Enquanto visita o parque com as crianças, Grant descobre uma casca de ovo, que parece provar a afirmação anterior de Malcolm, de que os dinossauros procriaram, contrariando o projeto dos geneticistas.
Malcolm sugere uma falha no método de análise das populações de dinossauros, em que os detectores de movimento foram criados para encontrar apenas o número esperado de criaturas no parque e não para qualquer número maior. Henry Wu e John Arnold, dois dos controladores do parque são relutantes em admitir que o parque têm sido operado além de suas limitações. Malcolm também aponta a distribuição de altura dos Procompsognatos, que forma uma distribuição de Gauss, com as curvas de uma população reprodutora.
Em meio a isso, o programador-chefe de software de controle do Jurassic Park, Dennis Nedry, faz espionagem corporativa para Lewis Dodgson, um geneticista e agente de uma empresa de engenharia genética rival à InGen, a Biosyn. Ativando um comando que ele criou para o sistema, Nedry consegue desligar os sistemas de segurança do parque, e rapidamente roubar 30 embriões congelados (sendo 2 de cada tipo). Nedry, então, tenta levá-los para um contato à espera no cais auxiliar no fundo do parque.
Mas seu plano dá errado: durante uma repentina tempestade tropical, Nedry se perde e pára seu jipe roubado em um beco sem saída. Ele sai do jipe para determinar a sua localização. Um dilofossauro se aproxima dele de longe, e o cega com sua saliva venenosa, e então o ataca.
Com Nedry morto, os sistemas de segurança do parque não podem ser religados, deixando assim, todas as cercas eletrificadas desativadas. Sem as barreiras para contê-los, os dinossauros começam a escapar. O Tiranossauro adulto, ataca os convidados em meio ao passeio, destruindo os veículos e deixando Alan Grant e as crianças, perdidos no parque. Durante o ataque, Ed Regis corre e se esconde do Tiranossauro adulto. Ele cai de uma encosta, e acaba sendo morto pelo Tiranossauro jovem.
Ian Malcolm é gravemente ferido durante o incidente, mas logo é encontrado por Robert Muldoon e Gennaro.
Malcolm passa o restante do romance morrendo lentamente, fazendo discursos divertidos, sendo induzido pela morfina nele aplicada. Em seus momentos lúcidos Malcolm continua a criticar John Hammond e seu projeto.
A administração superior do parque - o engenheiro e supervisor do parque, John Arnold, o chefe-geneticista, Henry Wu, Robert Muldoon, e Hammond - lutam para devolver a energia ao parque, enquanto o veterinário, Dr. Harding, cuida de Ian Malcolm, muito ferido.
Por um tempo eles conseguem obter grande parte do parque em ordem novamente. Mas uma série de erros, mergulha o parque na desordem.
Os Velociraptores, definidos como "aves de rapina incrivelmente inteligentes", escapam de seu cercado. Eles matam Henry Wu e Arnold, e deixam Muldoon, Gennaro e Harding feridos.
Finalmente, Grant e as crianças, conseguem fazer o seu caminho de volta para o complexo central, levando a notícia de que vários velociraptors jovens, nascidos e criados em regiões selvagens da ilha, estavam a bordo de um navio, que saiu da ilha, partindo para o continente.
Grant, então, consegue religar a energia, enquanto Ellie distrai os velociraptors, de modo que eles não consigam chegar até ele. Depois de escapar de vários raptors, Grant, Gennaro, Tim e Lex vão para a sala de controle, onde Tim consegue contatar o navio e avisá-los para voltar. Os sobreviventes se organizam e, garantem suas próprias vidas. Logo chega-lhes a mensagem de que a tripulação do navio encontrou e matou os raptores clandestinos.
Gennaro tenta ordenar que a ilha seja destruída, mas Grant rejeita a sua autoridade, alegando que, apesar de eles não poderem controlar a ilha, eles têm a responsabilidade de entender exatamente o que aconteceu e quantos dinossauros já escaparam para o continente.
Grant, Sattler, Muldoon e Gennaro saem para o parque, afim de encontrar os ninhos selvagens dos velociraptores e comparar os ovos chocados com o registro da população de dinossauros da ilha. Cautelosos nessa busca, eles escapam ilesos. Enquanto isso, Hammond, durante uma caminhada ao redor do centro dos visitantes, decide salvar e restaurar o parque para seu estado original, mas fica ferido, e em seguida, é morto e comido por um bando de procompsognatos.
Quanto à reprodução dos dinossauros, finalmente é revelado que o DNA de rã usado para preencher lacunas genéticas permitiu que alguns dos dinossauros mudassem de sexo, como algumas espécies de sapos fazem.
No final, a ilha é repentina e violentamente arrasada pela Força Aérea da Costa Rica. Os sobreviventes do incidente são detidos pelos governos dos Estados Unidos e da Costa Rica. Semanas mais tarde, Grant é visitado pelo Dr. Martin Guitierrez, um biólogo de campo americano que vive na Costa Rica, e encontrou um cadáver de um procompsognato. Guitierrez informa a Grant que um grupo desconhecido de animais vêm comendo plantas ricas em lisina — a molécula da qual os animais foram projetados para serem deficientes — e matando animais que migram para a selva da região. Ele também informa que nenhum deles, com a exceção de Tim e Lex, sairão tão cedo da Costa Rica.

## Desenvolvimento
George Poinar, Jr. e sua esposa, foram os primeiros cientistas que vieram com a ideia de que um DNA antigo poderia ser extraído de insetos fossilizados em âmbar. A ideia de que animais extintos poderiam ser recriados a partir de paleo-DNA rapidamente surgiu depois.
Michael Crichton começou a usar esse conceito como um elemento para uma história. Em uma entrevista, Crichton disse que levou "dez anos do início ao fim" para este romance. Bem antes de o romance ter sido publicado, em 1980, suas primeiras ideias foram formadas.
Em 1983, Crichton escreveu um roteiro sobre um jovem estudante que recriou geneticamente um pterodáctilo de um fóssil de DNA. Crichton disse em uma entrevista, que "o roteiro não deu certo. Foi fantástico um evento desses, ser mantido em segredo, que foi o que aconteceu nessa história." Crichton trabalhou durante anos para tornar a história mais convincente. "O problema dessas criaturas é que uma vez que você os tem, então o que você faz com eles? Quer dizer, qual é a história depois que eles existem? A história não havia sido muito satisfatória dessa forma, e eu desisti."
Crichton também não acreditava no início que fosse possível recriar os dinossauros, e que foi uma das principais razões para que ele abandonasse a ideia. Mas durante os anos seguintes "havia mais e mais pesquisas, o que sugeriu que não era tão improvável assim, e eu comecei a levar a ideia mais a sério."
Crichton fez anos de pesquisa antes de começar a escrever a história. Na seção de agradecimentos do livro de Crichton, foram listadas algumas de suas fontes para o romance.
"Eu escrevi, com base no trabalho de muitos eminentes paleontólogos, como Robert Bakker, John Ostrom, Jack Horner, Gregory Paul, Kenneth Carpenter, Margaret Colbert, Steven Czerkas, Sylvia Massey Czerkas, John Gurche, Mark Hallett, Doug Henderson e William Stout."
As discussões sobre a teoria do caos foram inspiradas por livros de Ivar Ekeland sobre a Teoria do Caos.
Todos os personagens do romance, "foram baseadas mesmo em pessoas reais". As obras e a personalidade do físico Heinz Pagels forneceu a inspiração para o personagem de Ian Malcolm. Alan Grant foi baseado no paleontólogo Jack Horner. John Hammond "é o único que não foi baseado em ninguém", mas em entrevista Crichton afirma que Hammond seria como uma versão sombria, ambiciosa, de Walt Disney.
Crichton começou a escrever o romance definitivo no momento em que sua filha Taylor nasceu em 1989. Crichton disse que havia um uma relação entre os dois eventos. "Eu comprei um monte de brinquedos de pelúcia, e todos eram dinossauros porque era o que estava disponível na época. Minha esposa não gostou. Tinha um esquema de cores para o berçário e eu estava observando isso. Havia todos estes grandes animais, brilhantemente coloridos. Então, nós tivemos uma espécie de acordo em que eu não iria comprar mais nada, mas depois eu comprei um pouco mais. Eu era claramente obsessivo. Tive de começar a pensar, em algum momento, porquê os dinossauros me fascinavam tanto e por quê eu os associava tanto à infância. Algumas dessas preocupações me levaram a encontrar o caminho certo para o livro."
Um problema que Crichton tinha que resolver em primeiro lugar, era o por que de os dinossauros serem recriados. "Embora eu acreditasse que era possível recriar geneticamente essas criaturas... Eu não podia ver quem iria pagar por isso. Porque não é uma cura para o câncer. Você sabe, é muito divertido, e a única coisa que eu conseguia pensar era que seria uma forma de entretenimento. Foi por isso que o romance aconteceu em um parque temático." Crichton, então, escreveu a história do ponto de vista de um garoto que estava presente quando os dinossauros escaparam.
Quando seu primeiro projeto ficou pronto, ele os deu para as habituais cinco ou seis pessoas que leem seus rascunhos. Mas todos eles odiaram a história. Crichton ouviu reações como "Por que você escreveu um livro como este?!" Mas quando ele perguntou o que tinha de errado com a história, eles não conseguiram apontar algo particular. "Eles simplesmente odiavam... cada parte dela."
Michael Crichton escreveu mais dois projetos, mas a resposta foi a mesma.
Então, um dos leitores de Michael disse que a característica mais irritante da história era que tinha um ponto de vista de uma criança. Ele disse: "Eu quero que esta seja uma história para mim."
Então Crichton reescreveu seu romance, que desta vez, tinha um ponto de vista adulto. E então todos gostaram.

## Dinossauros
Os seguintes dinossauros foram apresentados em Jurassic Park:
- Apatossauro
- Cearadáctilo
- Dilofossauro
- Hipsilofodonte
- Euoplocéfalo
- Maiassauro
- Meganeura
- Microceratus
- Othnielia
- Procompsognato
- Estegossauro
- Estiracossauro
- Tiranossauro
- Triceratops
- Velociraptor

## Adaptação

### Cinematogrática
Antes mesmo do livro ser publicado, Steven Spielberg ficou sabendo do romance em outubro de 1989, enquanto ele e Michael Crichton estavam discutindo um roteiro que se tornaria a série de televisão ER. Antes de publicar o livro, Crichton exigiu uma remuneração de US$ 1,5 milhões além de uma porcentagem substancial da receita bruta. Tim Burton e Warner Bros., Richard Donner e Sony Pictures Entertainment, e Joe Dante e 20th Century Fox tentaram obter os direitos; mas no final a Universal Pictures adquiriu-os para Spielberg em maio de 1990. A Universal pagou ao autor um adicional de US$ 500.000 para ele adaptar para os cinemas seu próprio romance, que ficou pronto no momento em que Spielberg filmava Hook. Crichton observou que, como o livro foi "bastante longo", seu roteiro tinha apenas cerca de 10 a 20 por cento do conteúdo do romance, e muitas cenas foram retiradas por razões práticas e orçamentais.

### Audiobook
O primeiro romance teve duas versões em audiobook liberadas; uma versão completa e integral e uma versão resumida.
A versão integral, lançada no início de 2000, é lida por William Roberts, e tem aproximadamente 13 horas e 55 minutos, divididos em 12 CDs. No entanto, essa versão só foi lançada no Reino Unido, e é, portanto, muito difícil de se encontrar.
A versão resumida é um pouco mais fácil de se encontrar, tendo inclusive versões digitais desta versão. É narrada por John Heard e tem aproximadamente 2 horas e 51 minutos.